# TNA X Division Championship
O Campeonato da X Division da TNA (original: TNA X Division Championship) é um campeonato de luta profissional com direitos pertencentes à organização estadunidense Total Nonstop Action Wrestling (TNA). Ele estreou em 19 de junho de 2002, durante a gravação do segundo pay-per-view semanal da TNA sob o nome de "Campeonato X da NWA", sendo ainda naquele ano renomeado para "Campeonato X da NWA-TNA" e em 2004 teve seu nome alterado para Campeonato da X Division da TNA.
Os campeões da X Division da TNA são determinados com a realização de combates de luta profissional, em que os vencedores de cada combate são pré-determinados por um roteiro. Até o presente mês de julho de 2025, um total de 54 lutadores, distribuídos em 109 reinados distintos, já conquistaram o Campeonato da X Division da TNA. O primeiro campeão foi A.J. Styles, e o atual é Leon Slater, que está em seu primeiro reinado.

## História

### X Division
A X Division foi fundada em 19 de junho de 2002, no primeiro pay-per-view semanal da TNA com uma luta de trios entre Jimmy Yang, Jorge Estrada e Sonny Siaki — conhecidos coletivamente como "The Flying Elvises" — e A.J. Styles, Jerry Lynn e Low Ki. Mais tarde naquele dia, na gravação do pay-per-view da semana seguinte, a TNA apresentou o Campeonato da X Division — até então conhecido como o "Campeonato X" para mostrar uma divisão mais proeminente. A X Division é descrita como uma luta reinventada, já que tem wrestling tradicional misturado com um ritmo rápido, além de um estilo de combates de alto risco, incorporado em divisões de pesos-médios e na lucha libre. A divisão foi até 2011 promovida sob o lema de "Não se trata de limites de peso, se trata de ser sem limites" pelo comentarista Mike Tenay. No dia 11 de agosto de 2011, em uma edição do programa de televisão principal da TNA chamado de Impact Wrestling, Eric Bischoff, figura de autoridade da empresa na época, anunciou que a partir desse ponto em diante, a X Division teria um limite de peso de 225 libras (102 quilos).
Após Hulk Hogan se tornar o novo gerente geral do Impact Wrestling em março de 2012, o limite de peso foi discretamente revogado, como evidenciado em 10 de junho daquele mesmo ano, durante o evento Slammiversary, quando o lutador Samoa Joe (130 quilos) foi autorizado a lutar pelo cinturão, e em outubro de 2012, quando Rob Van Dam (108 quilos) ganhou o título durante o Bound for Glory. Em março de 2013, um novo limite de peso foi imposto; desta vez, nenhum lutador com mais de 230 libras (105 quilos) poderia lutar pelo Campeonato da X Division, além de que todas as lutas da divisão a partir desse ponto sempre envolveriam três competidores; porém está última regra vigorou apenas até 20 de agosto do mesmo ano, quando Hogan anunciou que as lutas da X Division voltariam a ser individuais.

### Lutas especiais

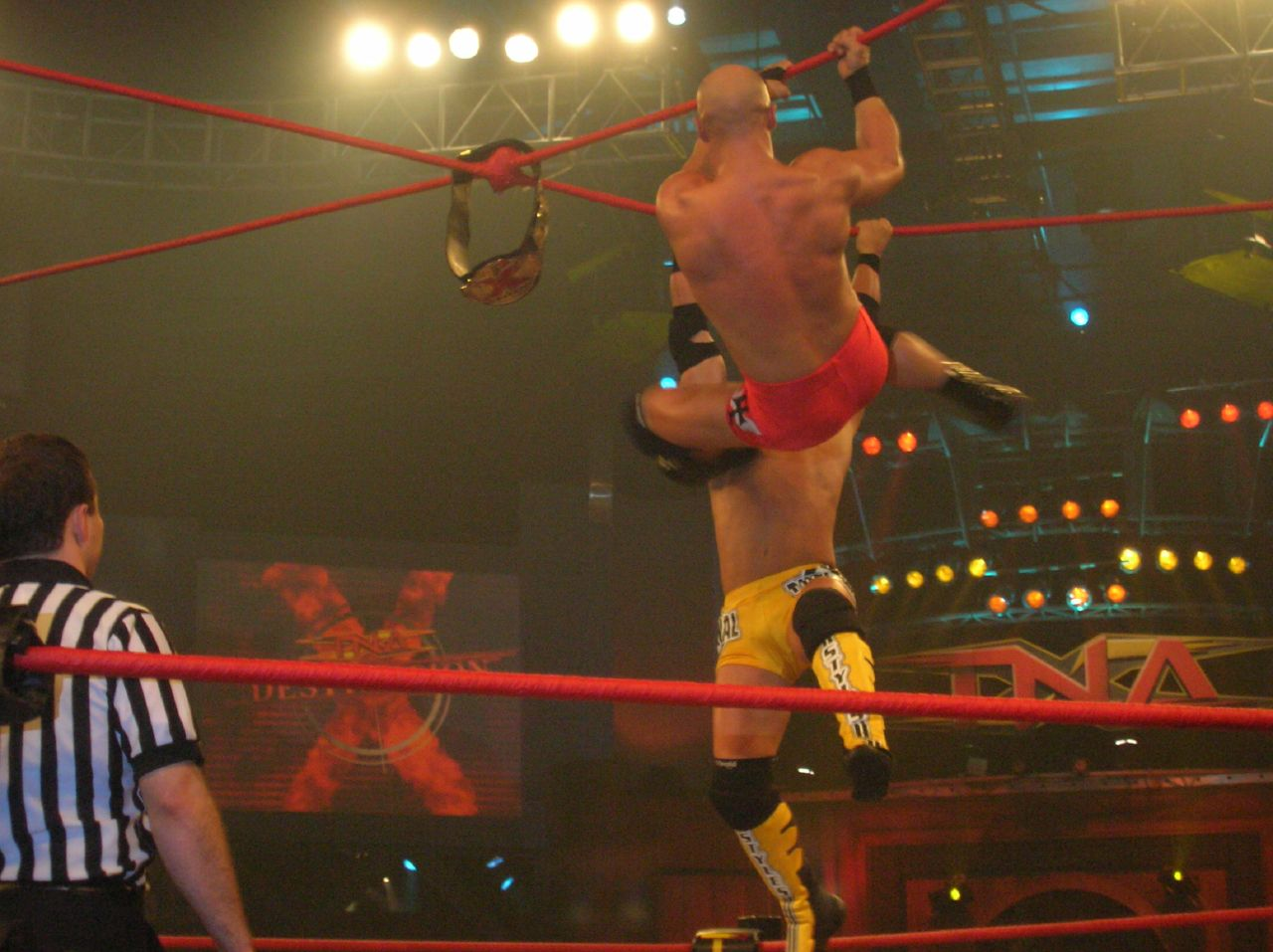
A.J. Styles (roupas amarelas) contra Christopher Daniels (roupas vermelhas) em uma luta Ultimate X em 2006.

Na X Division, existem três tipos próprios de lutas, que são contestados apenas nesta categoria, afim de mostrar o talento dentro da divisão e para defender o Campeonato da X Division em combates mais comercializáveis. Essas lutas são os combates Ultimate X, Steel Asylum e Xscape.

#### Luta Ultimate X
A luta Ultimate X foi introduzida em 2003. Trata-se de vários competidores lutando para recuperar o Campeonato da X Division ou uma gigante e vermelha letra "X", que está suspensa acima do ringue por dois cabos. Estes cabos estão ligados aos quatro postes do ringue, (ou aos seis quando o ringue da TNA era hexagonal), que se entrelaçam para formar um "X" em seu centro. Esta luta tornou-se um sucesso na TNA, e foi destaque em 2008 no DVD "TNA: Ultimate Matches", lançado pela Impact Home Video.

#### Luta Steel Asylum
O combate Steel Asylum fez sua estréia em maio de 2008 durante o evento Sacrifice, sob o nome de "The TerrorDome". Esta luta foi usada novamente em outubro de 2008 no Bound for Glory IV, sob o novo e atual nome de "Steel Asylum". Em setembro de 2012, ela foi usada mais uma vez para determinar o desafiante pelo Campeonato da X Division. Durante a luta Steel Asylum, o ringue que é rodeado por uma jaula de aço vermelha gigante, como uma cúpula. A única maneira de alcançar a vitória é escapar da jaula por meio de um buraco no centro do teto.

#### Luta Xscape
A luta Xscape é a terceira especialidade da X Division. Foi realizada anualmente no evento Lockdown até o ano de 2011. As duas primeiras lutas Xscape foram realizadas para determinar o candidato ao Campeonato da X Division, enquanto que a partir de 2007, foi contestada pelo próprio título. O combate envolve entre quatro e seis participantes. Para ganhar esta luta, dois ou mais lutadores, dependendo de quantos estão envolvidos, devem ser eliminados por pinfall ou submissão, deixando apenas dois concorrentes. Estes dois homens então vão lutar para ver quem escapa da jaula primeiro para conseguir a vitória. A luta Xscape retornou a TNA em seu pay-per-view dedicado especialmente a  Division chamado de X-travaganza em 12 de janeiro de 2013, sendo vencida por Christian York.

### Criação
O título da X Division foi introduzido em 19 de junho de 2002, durante as gravações do segundo pay-per-view semanal da TNA. No evento principal daquela noite, A.J. Styles derrotou Jerry Lynn, Low Ki e Psicosis em uma luta four-way com dupla contagem para se tornar o primeiro campeão da X Division; porém, antes do combate ser iniciado, o anunciador de ringue Jeremy Borash se referiu ao título como o "Campeonato X da NWA". Todavia, após esta data o título foi rebatizado para "Campeonato da X Division da NWA–TNA", sendo que em junho de 2004 a sigla da NWA seria removida do nome do título. Portanto, este é o título mais antigo em atividade na história da TNA.

### Option C
A option C (opção C) é a chance dada ao campeão da X Division se este renunciar o título em troca de uma luta pelo Campeonato Mundial dos Pesos-Pesados da TNA durante o evento Destination X. A option C começou quando o então campeão Austin Aries disse que não estava satisfeito em ser apenas o campeão da X Division, o que levou o gerente geral Hulk Hogan a prometer-lhe uma oportunidade pelo Campeonato Mundial dos Pesos-Pesados durante o Destination X de 2012, mas só se ele primeiro renunciasse o Campeonato da X Division. Na semana seguinte, Aries concordou com os termos de Hogan e duas semanas depois, ele abandonou o título da X Division. No ano seguinte, Hogan novamente ofereceu a mesma chance ao então campeão Chris Sabin, que também aceitou. Abaixo está apresentada uma tabela com os resultados dos combates resultantes da option C:
| Nº | Campeão da X Division | Campeão mundial dos pesos-pesados | Destination X                   | Data                                                 | Resultado                                                                      | Ref.   |
| -- | --------------------- | --------------------------------- | ------------------------------- | ---------------------------------------------------- | ------------------------------------------------------------------------------ | ------ |
| 1  | Austin Aries          | Bobby Roode                       | 2012                            | 8 de julho de 2012                                   | Aries derrotou Roode para se tornar no novo campeão mundial dos pesos-pesados. | [ 33 ] |
| 2  | Chris Sabin           | Bully Ray                         | Impact Wrestling: Destination X | 18 de julho de 2013                                  | Sabin derrotou Ray para se tornar no novo campeão mundial dos pesos-pesados.   | [ 34 ] |
| 3  | Austin Aries          | Lashley                           | 2014                            | 26 de junho de 2014 (exibido em 31 de julho de 2014) | Lashley derrotou Aries para se manter como campeão mundial dos pesos-pesados.  | [ 35 ] |
| 4  | Rockstar Spud         | Kurt Angle                        | 2015                            | 11 de maio de 2015 (exibido em 10 de junho de 2015)  | Angle derrotou Spud para se manter como campeão mundial dos pesos-pesados.     | [ 36 ] |

## Reinados

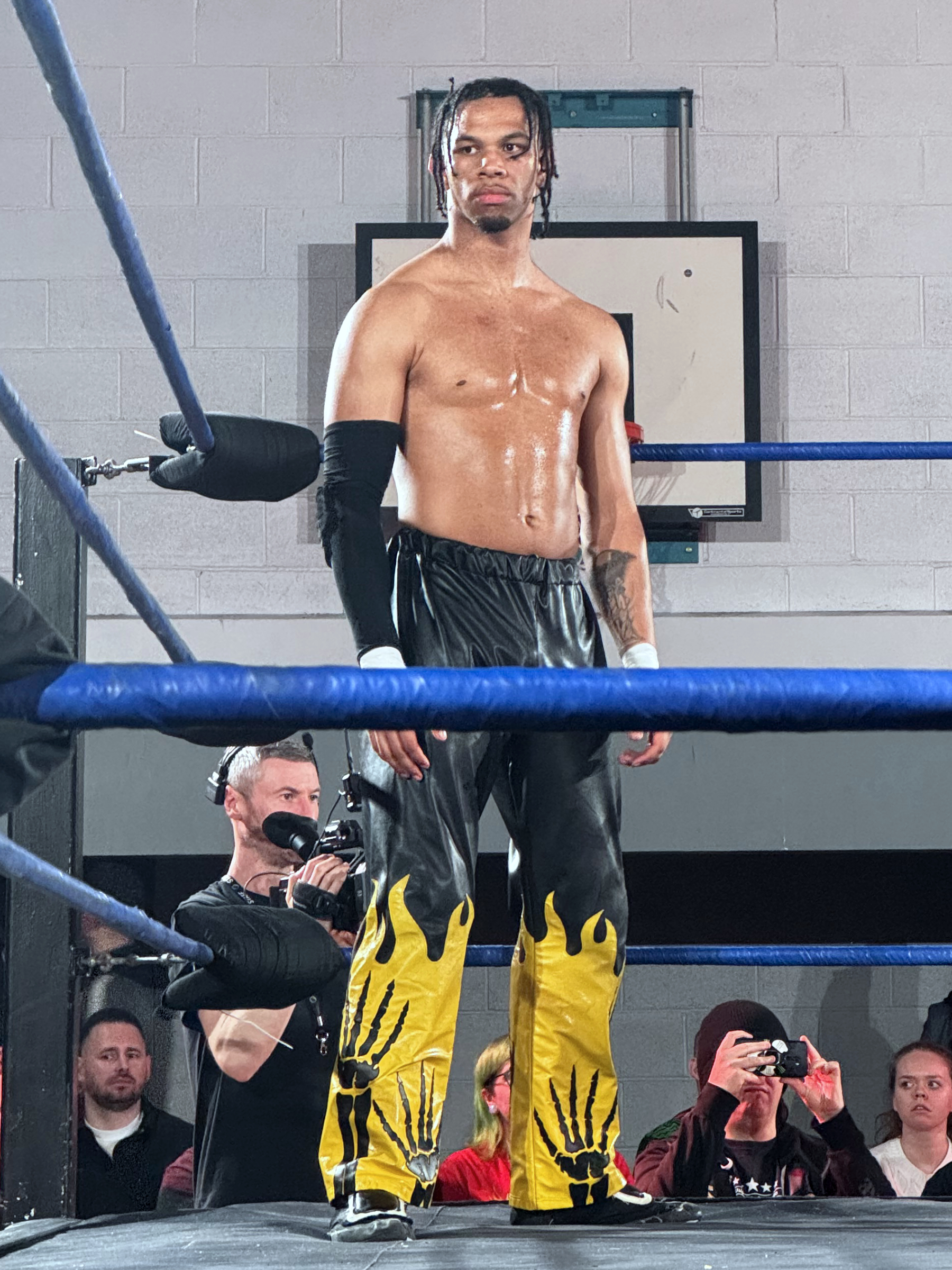
Atual campeão, Leon Slater.

O campeão inaugural foi A.J. Styles, que derrotou Jerry Lynn, Low Ki e Psicosis em uma luta four-way com dupla contagem durante a gravação do segundo pay-per-view semanal da TNA em 19 de junho de 2002 (sendo exibido em 26 de junho de 2002). Com 298 dias, o primeiro reinado de Austin Aries é considerado o maior da história do título; o único reinado de Eric Young, o sexto de Chris Sabin e o segundo de Rockstar Spud são os mais curtos, com menos de um dia cada um. Sabin também possuí o recorde de maior número de reinados, com dez.
O atual campeão é Leon Slater, que está em seu primeiro reinado. Ele derrotou Moose em 20 de julho de 2025, no Slammiversary em Elmont, Nova Iorque, para conquistar o título.